# Instituto Americano de Engenheiros Eletricistas
O Instituto Americano de Engenheiros Eletricistas (AIEE) "American Institute of Electrical Engineers" foi uma organização estadunidense formada por engenheiros elétricos que existiu no período entre 1884 e 1962. Em 01 de janeiro de 1963 fundiu-se com o Instituto de Engenheiros de Rádio (IRE) para formar o Instituto de Engenheiros Eletricistas e Eletrônicos (IEEE).

## História
O Instituto Americano de Engenheiros Elétricos (AIEE) teve como fundadores alguns dos mais importantes e inovadores inventores do então novo campo de engenharia elétrica, entre eles Nikola Tesla, Thomas Alva Edison, Elihu Thomson, Edwin J. Houston, e Edward Weston. O objetivo do AIEE foi indicado "para promover as artes e as ciências relacionadas com a produção e utilização de energia elétrica e do bem-estar das pessoas empregadas nessas indústrias: por meio de relações sociais, leitura e discussão de trabalhos profissionais e da circulação por meio de publicação entre os membros e associados de informações assim obtidas". O primeiro presidente da AIEE foi Norvin Verde, presidente da Western Union Telegraph Company. Outros presidentes notáveis da AIEE ??foram Alexander Graham Bell (1891-1892) , Charles Proteus Steinmetz (1901-1902), Schuyler S. Wheeler (1905-1906), Dugald C. Jackson (1910-1911), Ralph D. Mershon (1912 - 1913), Michael I. Pupin (1925-1926), e Tito G. LeClair (1950-1951).
A primeira reunião técnica do AIEE foi realizada durante a Exposição Internacional Elétrica de 1884, em Filadélfia, Pensilvânia (07-08 outubro, no Instituto Franklin). Depois de vários anos de funcionamento, inicialmente em Nova York, o AIEE autorizou o funcionamento de seções locais. Estas foram formadas primeiro nos Estados Unidos (Chicago e Ithaca, 1902) e, em seguida, em outros países (a primeira seção de fora dos EUA foi em Toronto, no Canadá, fundada em 1903). A estrutura regional do AIEE logo foi complementada por uma estrutura técnica -o primeiro comitê técnico do AIEE (Comitê de transmissão de alta-tensão) sendo formado em 1903. Trabalhos de normalização começaram em 1891 com a formação de uma comissão de unidades e padrões, seguido por uma comissão sobre fiação padrão.
A formação da Subcomissão da AIEE de Computação em Grande Escala, em 1946, foi considerada um marco importante na história da engenharia da computação. Foi a primeira vez que uma associação profissional reconhecia a importância de computadores e computação em eletro-tecnologia .
Inicialmente as áreas técnicas de interesse da AIEE eram: energia elétrica, iluminação e comunicações com fio. Rádio e comunicações sem fio tornaram-se o foco principal de uma organização rival, o Instituto de Engenheiros de Rádio (IRE, criado 1912). A dinâmica de crescimento da tecnologia de rádio e do surgimento da nova disciplina da eletrônica na década de 1940 levou a uma forte concorrência entre AIEE e IRE, com o IRE mostrando um rápido crescimento nos anos 1950 e início dos anos 1960, e atraindo mais alunos. Em 1957, o IRE, com cerca de 55.500 membros, superou o AIEE em quantidade de membros; em 1962 o IRE tinha 96.500 membros e o AIEE tinha 57.000.

## Primeira Logomarca
Após a fundação do AIEE em 1884, seu emblema de membro foi criado por um comitê chefiado pelo Dr. Alexander Grahan Bell em 1893. Grahan Bell foi presidente da AIEE entre 1891 e 1892. O emblema mostrafa a pipa de Benjamin Franklin, representando a descoberta de que os ráios possuiam eletricidade. O projeto também mostrava uma bobina de ouro com seus pontos médios cruzados por um galvanômetro, lembrando a Ponte de Wheatstone. A Lei de ohm e as letras 'AIEE' foram adicionadas na base do logo, em ouro. O design do emblema, muito pesado, foi substituído quatro anos depois.

## Incorporação e evolução
Em 1963 ocorreu a fusão do AIEE com o IRE para formar o Instituto de Engenheiros Eletricistas e Eletrônicos (IEEE), que em pouco tempo se tornou a maior sociedade técnica do mundo.